# Cowboy Rock Shelter Site
 (juin 2020).
Pour les articles homonymes, voir Cowboy.
Le Cowboy Rock Shelter Site est un site archéologique du comté de Wayne, dans l'Utah, aux États-Unis. Protégé au sein du parc national des Canyonlands, il est inscrit au Registre national des lieux historiques depuis le 27 juin 2019.